# 800°C
"800°C" är en låt med det svenska punkbandet Ebba Grön. Låten är det första spåret på gruppens andra album Kärlek & uppror från 1981.
Låten handlar om kärnvapenkrig och den rådande politiska situationen under 1980-talet när mångas fruktan för atombomben var reell.
2009 spelade dansbandet Torgny Melins in en coverversion av låten. 2013 spelade Alina Devecerski in en version av låten på tributalbumet Tyst för fan (Ekon från Ebba Grön).

## Album
Sången finns med på följande album:
- Kärlek & uppror
- Ebba Grön 1978–1982
- Boxen
- Ebba Grön Samlingen